# East Hawkesbury
East Hawkesbury – gmina (ang. township) w Kanadzie, w prowincji Ontario, w hrabstwie Prescott i Russel.
Powierzchnia East Hawkesbury to 235,09 km². Według danych spisu powszechnego z roku 2001 East Hawkesbury liczy 3415 mieszkańców (14,53 os./km²).

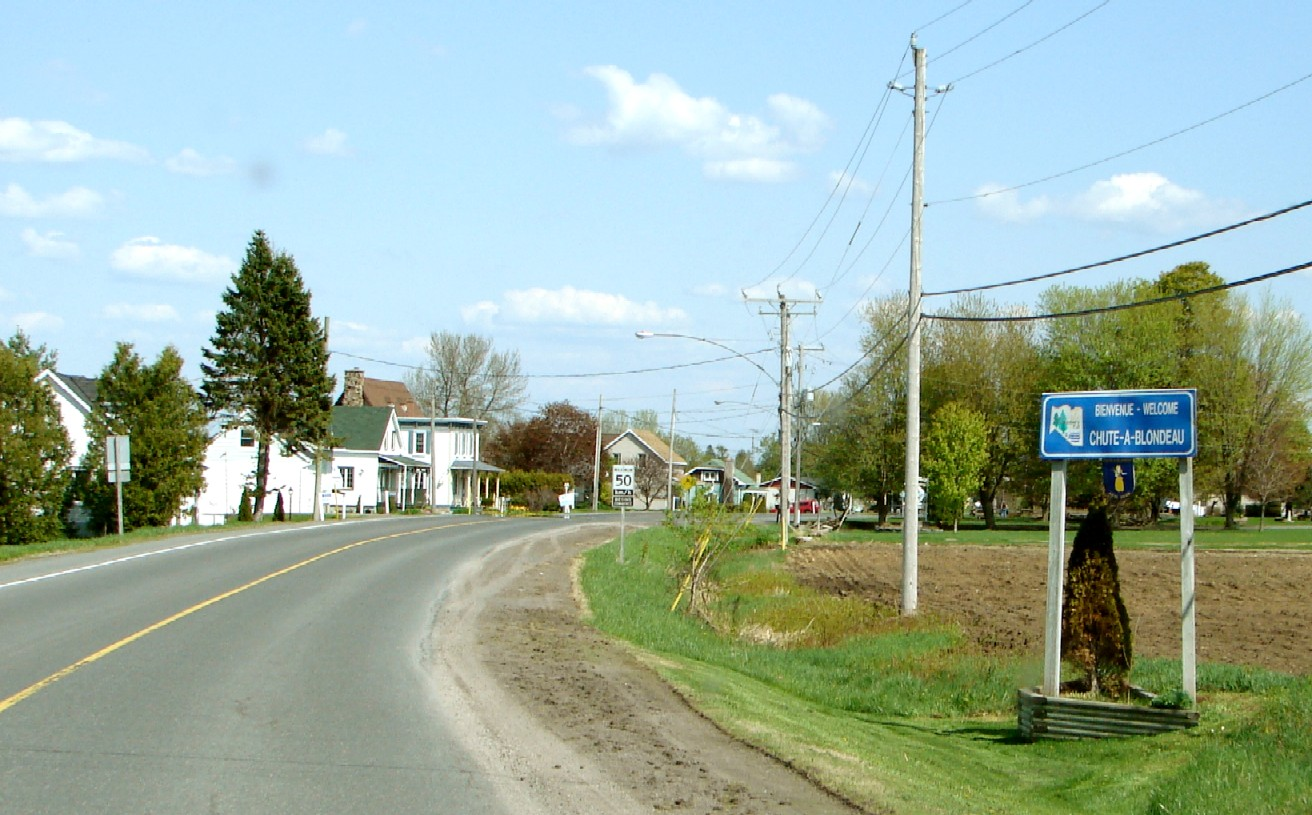
Chute-a-Blondeau
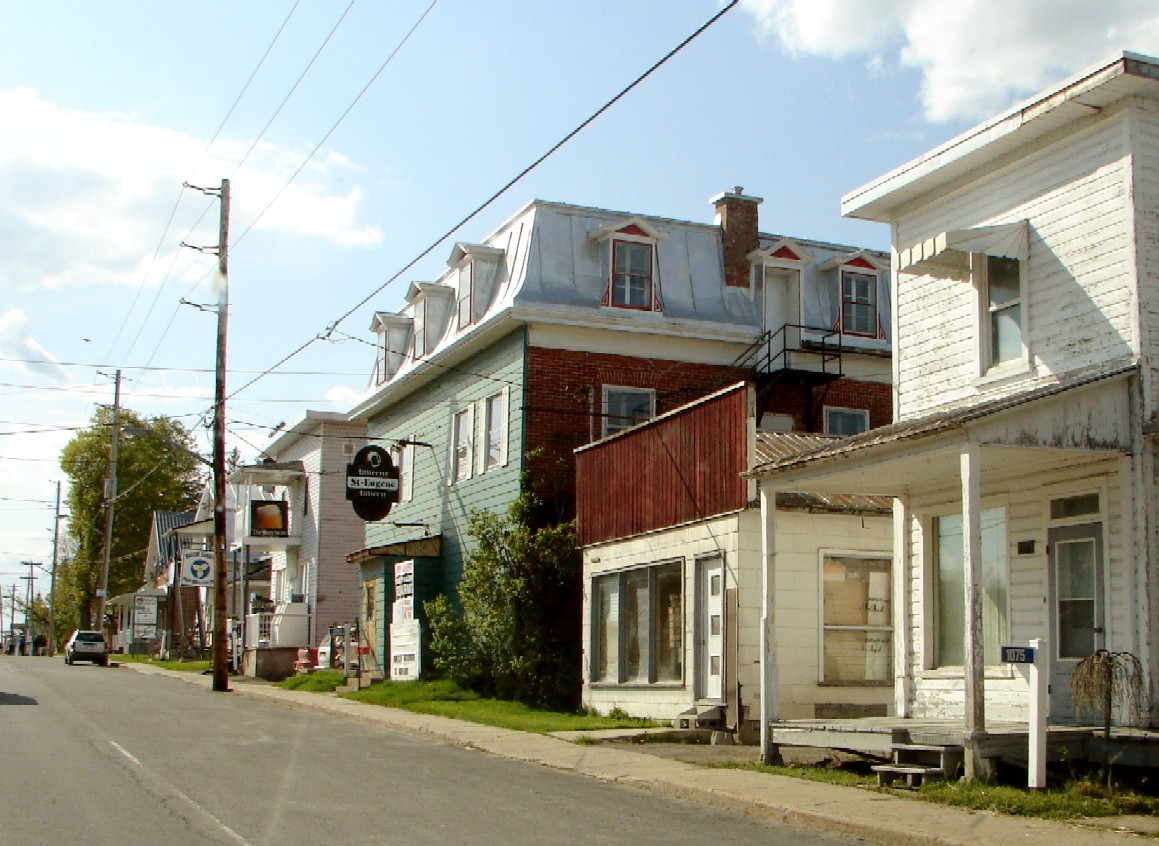
St. Eugene